# Pseudolaubuca hotaya
Pseudolaubuca hotaya är en fiskart som beskrevs av Mai, 1978. Pseudolaubuca hotaya ingår i släktet Pseudolaubuca och familjen karpfiskar. IUCN kategoriserar arten globalt som sårbar. Inga underarter finns listade i Catalogue of Life.